# Saison 1916-1917 des Canadiens de Montréal
Autres saisons
Saison précédente Saison suivante
La saison 1916-1917 de hockey sur glace est la huitième saison que jouent les Canadiens de Montréal. Ils évoluent alors dans l'Association nationale de hockey et finissent à la première place dans la première demie et 3e dans la deuxième demie.

## Saison régulière

### Classement

#### 1redemie
|                           | PJ | V | D | N | BP | BC |
| ------------------------- | -- | - | - | - | -- | -- |
| Canadiens de Montréal     | 10 | 7 | 3 | 0 | 58 | 38 |
| Sénateurs d'Ottawa        | 10 | 7 | 3 | 0 | 56 | 41 |
| 228e bataillon de Toronto | 10 | 6 | 4 | 0 | 70 | 57 |
| Blueshirts de Toronto     | 10 | 5 | 5 | 0 | 50 | 45 |
| Wanderers de Montréal     | 10 | 3 | 7 | 0 | 56 | 72 |
| Bulldogs de Québec        | 10 | 2 | 8 | 0 | 43 | 80 |

#### 2edemie
|                       | PJ | V | D | N | BP | BC |
| --------------------- | -- | - | - | - | -- | -- |
| Sénateurs d'Ottawa    | 10 | 8 | 2 | 0 | 63 | 22 |
| Bulldogs de Québec    | 10 | 8 | 2 | 0 | 54 | 46 |
| Canadiens de Montréal | 10 | 3 | 7 | 0 | 31 | 42 |
| Wanderers de Montréal | 10 | 2 | 8 | 0 | 38 | 65 |

## Match après match

### 1redemie

#### Décembre
| No | Date        | Visiteur              | Score | Domicile           | Fiche |
| -- | ----------- | --------------------- | ----- | ------------------ | ----- |
| 1  | 27 décembre | Blueshirts de Toronto | 7 - 1 | Les Canadiens      | 0-1-0 |
| 2  | 30 décembre | Les Canadiens         | 1 - 7 | Sénateurs d'Ottawa | 0-2-0 |

#### Janvier
| No | Date       | Visiteur                  | Score  | Domicile                  | Fiche |
| -- | ---------- | ------------------------- | ------ | ------------------------- | ----- |
| 3  | 3 janvier  | Les Canadiens             | 4 - 2  | Bulldogs de Québec        | 1-2-0 |
| 4  | 6 janvier  | Wanderers de Montréal     | 4 - 9  | Les Canadiens             | 2-2-0 |
| 5  | 10 janvier | 228e bataillon de Toronto | 1 - 6  | Les Canadiens             | 3-2-0 |
| 6  | 13 janvier | Les Canadiens             | 6 - 2  | Blueshirts de Toronto     | 4-2-0 |
| 7  | 17 janvier | Sénateurs d'Ottawa        | 3 - 2  | Les Canadiens             | 4-3-0 |
| 8  | 20 janvier | Bulldogs de Québec        | 6 - 10 | Les Canadiens             | 5-3-0 |
| 9  | 24 janvier | Les Canadiens             | 10 - 4 | Blueshirts de Toronto     | 6-3-0 |
| 10 | 27 janvier | Les Canadiens             | 9 - 4  | 228e bataillon de Toronto | 7-3-0 |

### 2edemie

#### Janvier
| No | Date       | Visiteur      | Score | Domicile              | Fiche |
| -- | ---------- | ------------- | ----- | --------------------- | ----- |
| 1  | 31 janvier | Les Canadiens | 2 - 6 | Blueshirts de Toronto | 0-1-0 |

#### Février
| No | Date       | Visiteur              | Score | Domicile              | Fiche |
| -- | ---------- | --------------------- | ----- | --------------------- | ----- |
| 2  | 3 février  | Sénateurs d'Ottawa    | 2 - 1 | Les Canadiens         | 0-2-0 |
| 3  | 7 février  | Bulldogs de Québec    | 3 - 6 | Les Canadiens         | 1-2-0 |
| 4  | 10 février | Les Canadiens         | 6 - 3 | Wanderers de Montréal | 2-2-0 |
| 5  | 14 février | Les Canadiens         | 1 - 4 | Sénateurs d'Ottawa    | 2-3-0 |
| 6  | 17 février | Wanderers de Montréal | 3 - 4 | Les Canadiens         | 3-3-0 |
| 7  | 21 février | Les Canadiens         | 1 - 5 | Bulldogs de Québec    | 3-4-0 |
| 8  | 24 février | Bulldogs de Québec    | 7 - 6 | Les Canadiens         | 3-5-0 |
| 9  | 28 février | Sénateurs d'Ottawa    | 3 - 1 | Les Canadiens         | 3-6-0 |

#### Mars
| No | Date   | Visiteur      | Score | Domicile              | Pts   |
| -- | ------ | ------------- | ----- | --------------------- | ----- |
| 10 | 3 mars | Les Canadiens | 3 - 6 | Wanderers de Montréal | 3-7-0 |

## Effectif
- Directeur Général : George Kennedy
- Entraîneur : Newsy Lalonde
- Gardien de but : Georges Vézina
- Centres : Newsy Lalonde, Didier Pitre, Georges Poulin, Reg Noble, Tommy Smith
- Ailier : Louis Berlinguette, Jack Laviolette, Edgar Leduc
- Défenseur : Bert Corbeau, Harold McNamara, Billy Coutu, Harry Mummery